# بخشش برای هیچ‌کدام
بخشش برای هیچ‌کدام (انگلیسی: Mercy for None؛ کره‌ای: 광장) مجموعه تلویزیونی محصول کره جنوبی سال ۲۰۲۵ در ژانر اکشن نوآر به نویسندگی یون کی سونگ، به کارگردانی چوی سونگ اون و با بازی سو جی سوب، هو جون هو، آن گیل کانگ، لی بوم سو، گونگ میونگ، چو یونگ وو و جو هان چول است. این مجموعه در ۶ ژوئن ۲۰۲۵ از نتفلیکس منتشرشد.

## خلاصه داستان
نام گی جون، عضو سابق یک باند تبهکاری، پس از آسیب‌دیدگی از دنیای جرم و جنایت کناره‌گیری می‌کند. اما یازده سال بعد، برادر کوچک‌ترش، نام گی سوک، به طرز وحشیانه‌ای به قتل می‌رسد؛ اتفاقی که گی‌جون را دوباره به دنیای جنایت می‌کشاند تا پرده از حقیقت بردارد و انتقام بگیرد.

## بازیگران

### اصلی
- سو جی سوب در نقش نام گی جون[۱]

عضو پیشین یک سازمان جنایی که پس از پاره شدن تاندون آشیل از گروه جدا می‌شود، اما پس از گذشت یازده سال به دلیل قتل برادر کوچکش، گی سوک، دوباره بازمی‌گردد.
- هو جون هو در نقش لی جو وون[۱]

رئیس گروه جو وون
- آن گیل کانگ در نقش گو بونگ سان[۱]

رئیس بونگ‌سان، گروهی رقیب برای جو وون
- لی بوم سو در نقش شیم سونگ وون[۱]

مدیرعامل شرکت اِن. کلین، شرکتی فعال در زمینه پاک‌سازی صحنه‌های جرم و ترومایی
- گونگ میونگ در نقش گو جون مو[۱]

پسر بونگ سان که انتظار می‌رود رهبری این گروه را از پدرش به ارث ببرد
- چو یونگ وو در نقش لی گوم سون[۱]

پسر جو وون که دادستان است
- جو هان چول در نقش چوی سونگ چول[۱]

یکی از مدیران ارشد گروه جو وون و دستیار توانمند لی جو وون

### مکمل

#### جو وون
- جونگ گون جو در نقش چون هه بوم

دستیار گی سوک

#### بونگ‌سان
- آن سه هو در نقش کیم چون سوک

رئیس بخشی در بونگ‌سان. پیش‌تر در گروه جو وون فعالیت داشت اما با خیانت به آن، به بونگ‌سان پیوست.
- کانگ شین هیو در نقش هونگ هیون سوک

از مدیران گروه بونگ‌سان

#### سایر
- جی یی سو در نقش یک کارمند زن در ان. کلین
- کیم هاک سون در نقش هان سوک یون
- کو سونگ‌هوان در نقش یک کارآگاه
- لی سانگ هی در نقش یک وکیل
- لی کی یونگ در نقش یک پزشک در کلینیک تِک‌وانگ
- لی جه یون در نقش کانه‌یاما / کیم گیل روک
- کیم ته این در نقش جونگ این سوک
- دان میلز در نقش هیونگ جین

### حضور افتخاری
- چا سونگ وون در نقش چا یونگ دو[۱]
- لی جون هیوک در نقش نام گی سوک[۱]

## تولید

### توسعه
این مجموعه بر پایهٔ وب‌تون Plaza Wars: Mercy for None اثر اوه سه هیونگ و کیم گون ته ساخته شده است. کارگردانی آن را چوی سونگ اون بر عهده دارد، نویسندگی توسط یو کی سونگ انجام شده و شرکت‌های یونگ فیلم و استودیو ان تولید آن را بر عهده داشته‌اند.

### انتخاب بازیگران
در فوریهٔ ۲۰۲۳، سو جی سوب برای ایفای نقش اصلی در این مجموعه انتخاب شد. در ژوئیه، گونگ میونگ نیز به گروه بازیگران پیوست و در حال بررسی مثبت فیلم‌نامه بود. در اوت، لی جون هیوک، هو جون هو، لی بوم سو، آن سه هو و آن گیل کانگ به عنوان بازیگران دیگر معرفی شدند که لی جون هیوک به صورت بازیگر مهمان در مجموعه ظاهر می‌شود.

### فیلم‌برداری
تصویربرداری اصلی در نیمهٔ دوم سال ۲۰۲۳ آغاز شد.

## انتشار
این مجموعه در ۶ ژوئن ۲۰۲۵ از طریق نتفلیکس منتشر شد.